# Mensträsket (Norsjö socken, Västerbotten, 718557-169796)
Mensträsket är en sjö i Norsjö kommun i Västerbotten och ingår i Rickleåns huvudavrinningsområde. Sjön har en area på 6,19 kvadratkilometer och ligger 262 meter över havet. Sjön avvattnas av vattendraget Valburån.

## Delavrinningsområde
Mensträsket ingår i det delavrinningsområde (718670-169587) som SMHI kallar för Utloppet av Mensträsket. Medelhöjden är 273 meter över havet och ytan är 21,2 kvadratkilometer. Räknas de 3 avrinningsområdena uppströms in blir den ackumulerade arean 46,28 kvadratkilometer. Valburån som avvattnar avrinningsområdet har biflödesordning 2, vilket innebär att vattnet flödar genom totalt 2 vattendrag innan det når havet efter 110 kilometer. Avrinningsområdet består mestadels av skog (58 procent) och sankmarker (10 procent). Avrinningsområdet har 6,19 kvadratkilometer vattenytor vilket ger det en sjöprocent på 29,2 procent.